# شون هير
شون هير (بالإنجليزية: Shawn Hare)‏ هو لاعب كرة قاعدة أمريكي، ولد في 26 مارس 1967 في سانت لويس في الولايات المتحدة.

## وصلات خارجية
- شون هير على موقع دوري كرة القاعدة الرئيسي (الإنجليزية)
- شون هير على موقع دوري كوريا الجنوبية لكرة القاعدة (الإنجليزية)
- شون هير على موقعبيزبول رفرنس.كوم (الدوري الرئيسي) (الإنجليزية)
- شون هير على موقعبيزبول رفرنس.كوم (الدوري الثانوي) (الإنجليزية)